# Tinejdad
Tinejdad (en tamazight ⵜⵉⵏⵊⴷⴰⴷ, en arabe : تنجداد) ou Afrekla est une ville du Maroc. Elle est située dans la région de Drâa-Tafilalet à environ 20 km de Goulmima et 52 km de Tinghir.
Le mot Tinejdad est d'origine amazighe composant de Tin (signifie : celle de) et jdad ou Ijdad ou Igdad (signifie : oiseaux au pluriel) ce qui nous donne le toponyme Tinejdad ou celle des oiseaux du fait que cette oasis était un refuge pour une multitude d'oiseaux venus des quatre coins de la planète. Cette explication nous est parvenue de la mémoire collective.

## Démographie

### Les Ighrems d'Afrekla
Afrekla comporte des dizaines d'Ighrem environ:
| - Amellal - Asrir - Ait Âssem - Ait Mâammar Kdim - Ait Mâammar Jdid - Ait Ben Omar - Azag N Wouchen - Gardmit - Ihandar - Izilf - Lbour - Lkherbat - Leksiba - Nnimro | - Ktaâ El Oued - Ssat - Taddart N Oumira - Taghya - Talalt - Tamerdoult - Tayarza - Tighdouine - Tighfert - Tin Ait M'hamed - Toughach - Zaouia sidi El Haouari |

## Géographie
Tinejdad est une ville du centre-est du Maroc, située dans la province d'Errachidia entre le Grand Atlas et l'Atlas Saharien.

## Sources
- (en) Tinejdad sur le site de Falling Rain Genomics, Inc.